# Jahangir Razmi
Jahangir Razmi (em persa: جهانگیر رزمی) (Arak, Irã, 16 de dezembro de 1947) é um fotógrafo iraniano ganhador do Prémio Pulitzer de 1980.
Sua fotografia Firing Squad in Iran foi tirada em 27 de agosto de 1979 e publicada no jornal Ettela'at, o mais antigo em circulação no Irã.